# 影治信良
影治信良（日语：／ Kageji Nobuyoshi，1955年12月17日—）是一名日本政治人物，現任德島縣美波町町長，已連任三屆。

## 生平
影治畢業於近畿大學，曾任美波町總務企劃課長等職位。2009年，由於前任町長藤井格因病辭職，他在美波町長選舉中無競爭對手，無投票直接當選。此外，他也曾擔任過德島縣漁港漁場協會長等職務。
隨後，他在2013年和2017年的美波町長選舉中同樣無投票當選，現正擔任第三屆町長。

## 外部連結
- [町長のご挨拶 ] 错误：{{Lang}}：无效参数：|3=（帮助） （页面存档备份，存于）